# Simplexvirus
Genre
Simplexvirus est un genre de virus de la famille des Orthoherpesviridae de l'ordre des Herpesvirales. Il contient les espèces HHV-1 et HHV-2 plus connues sous les noms de virus de HSV-1 et HSV-2 ou virus de l'Herpès.

## Description
Le genre Simplexvirus fait partie de la sous-famille des Alphaherpesvirinae. Les mammifères, dont l'humain, sont ses hôtes naturels. Les maladies associées à ce genre sont les vésicules cutanées ou les ulcères des muqueuses, rarement l'encéphalite et la méningite,.

## Structure
Les virus du genre  Simplexvirus sont enveloppés, avec des géométries icosaédrique, sphérique à pléomorphe, et ronde, et une symétrie T=16. Le diamètre est d'environ 150-200 nm. Les génomes sont linéaires et non segmentés, d'une longueur d'environ 152 kb.

## Cycle viral
La réplication virale est nucléaire, et est lysogène. L'entrée dans la cellule hôte se fait par l'attachement des protéines virales gB, gC, gD et gH aux récepteurs de l'hôte, ce qui entraîne l'endocytose. La réplication suit le modèle de réplication bidirectionnelle de l'ADNdb. La transcription s'effectue en prenant modèle sur l'ADN, avec un mécanisme d'épissage alternatif. La traduction a lieu par balayage fuyant. Le virus sort de la cellule hôte par évacuation nucléaire, bourgeonnement et transport viral microtubulaire vers l'extérieur. Les voies de transmission sont le sexe, le contact et la salive.

## Taxonomie

### Étymologie
L'étymologie du nom de genre Simplexvirus vient du latin Simplex qui signifie simple et fait référence à l'espèce type Herpes Simplex virus.

### Liste des espèces
Dans sa dernière version de la taxonomie des virus, l'ICTV compte 17 espèces dans le genre Simplexvirus.
- Simplexvirus atelinealpha1 ex Ateline herpesvirus 1 (AtHV-1)
- Simplexvirus bovinealpha2 ex Bovine herpesvirus 2 (BoHV-2)
- Simplexvirus cercopithecinealpha2 ex Cercopithecine herpesvirus 2
- Simplexvirus humanalpha1 ex Human herpesvirus 1 (HHV-1)
- Simplexvirus humanalpha2 ex Human herpesvirus 2 (HHV-2)
- Simplexvirus leporidalpha4 ex Leporid herpesvirus 4
- Simplexvirus macacinealpha1 ex Macacine herpesvirus 1
- Simplexvirus macacinealpha2 ex Macacine herpesvirus 2
- Simplexvirus macacinealpha3 ex Macacine herpesvirus 3
- Simplexvirus macropodidalpha1 ex Macropodid herpesvirus 1
- Simplexvirus macropodidalpha2 ex Macropodid herpesvirus 2
- Simplexvirus macropodidalpha4 ex Macropodid herpesvirus 4
- Simplexvirus paninealpha3 ex Panine herpesvirus 3
- Simplexvirus papiinealpha2 ex Papiine herpesvirus 2
- Simplexvirus pteropodidalpha1 ex Pteropodid herpesvirus 1
- Simplexvirus pteropodidalpha2 ex Pteropodid herpesvirus 2
- Simplexvirus saimiriinealpha1 ex Saimiriine herpesvirus 1